# Radio Resource Control
El protocol de control de recursos de ràdio (RRC) s'utilitza en UMTS, LTE i 5G a la interfície Air. És un protocol de capa 3 (Capa de xarxa) utilitzat entre UE i l'estació base. Aquest protocol està especificat per 3GPP a TS 25.331 per a UMTS, a TS 36.331 per a LTE i a TS 38.331 per a 5G New Radio. Els missatges RRC es transporten mitjançant el protocol PDCP.
Les funcions principals del protocol RRC inclouen funcions d'establiment i alliberament de connexió, difusió d'informació del sistema, establiment de portadors de ràdio, reconfiguració i alliberament, procediments de mobilitat de connexió RRC, notificació i llançament de paginació i control de potència del bucle exterior. Mitjançant les funcions de senyalització, el RRC configura els plans d'usuari i de control segons l'estat de la xarxa i permet implementar estratègies de Gestió de Recursos Radio.
El funcionament del RRC està guiat per una màquina d'estats que defineix determinats estats específics en els quals pot estar present un UE. Els diferents estats d'aquesta màquina d'estats tenen diferents quantitats de recursos de ràdio associats i aquests són els recursos que la UE pot utilitzar quan està present en un estat específic determinat. Com que hi ha diferents quantitats de recursos disponibles en diferents estats, la qualitat del servei que experimenta l'usuari i el consum d'energia de la UE es veuen influenciats per aquesta màquina d'estats.

## Temporitzadors d'inactivitat RRC
La configuració dels temporitzadors d'inactivitat RRC en una xarxa W-CDMA té un impacte considerable en la durada de la bateria d'un telèfon quan s'obre una connexió de paquets de dades.
El mode inactiu RRC (sense connexió) té el consum d'energia més baix. Els estats en el mode connectat RRC, per ordre decreixent del consum d'energia, són CELL_DCH (canal dedicat), CELL_FACH (canal d'accés directe), CELL_PCH (canal de paginació cel·lular) i URA_PCH (canal de paginació URA). El consum d'energia a CELL_FACH és aproximadament el 50 per cent del de CELL_DCH, i els estats PCH utilitzen aproximadament un 1-2 per cent del consum d'energia de l'estat CELL_DCH.
Les transicions a estats de menor consum d'energia es produeixen quan es desencadenen els temporitzadors d'inactivitat. El temporitzador T1 controla la transició de DCH a FACH, el temporitzador T2 controla la transició de FACH a PCH i el temporitzador T3 controla la transició de PCH a inactiu.
Els diferents operadors tenen diferents configuracions per als temporitzadors d'inactivitat, la qual cosa comporta diferències en el consum d'energia. Un altre factor és que no tots els operadors utilitzen els estats PCH.